# Eragrostis gangetica
Eragrostis gangetica est une plante de la famille de poaceae et du genre eragrostis.
Espèce
Synonymes
- Eragrostis cambessediana (Kunth) Steud.[1]
- Eragrostis dakarensis A.Chev.[1]
- Eragrostis elegantula Nees ex Miq.[1]
- Eragrostis flamignii De Wild.[1] [2]
- Eragrostis kalinaensis Vanderyst[1]
- Eragrostis ovina (Hochst. ex A.Rich.) Steud.[1]
- Eragrostis pumila A.Chev.[1]
- Eragrostis stenoclada J.Presl[1]
- Eragrostis stenophylla Hochst. ex Miq.[2]
- Eragrostis vinicolor A.Chev.[1]
- Eragrostis willdenowii Nees ex Steud.[1]
- Poa cambessediana Kunth[1]
- Poa floribunda Willd. ex Spreng.[1]
- Poa gangetica Roxb.[1] [2]
- Poa ovina A.Rich.[1]
- Poa stenoclada (J.Presl) Kunth[1]